# Habaz László
Habaz László (Pest, 1830. október 30. – Esztergom, 1872. augusztus 27.) zsinati vizsgáló, az esztergomi papnevelő-intézet lelki igazgatója.

## Élete
Pesten végezte középiskolai tanulmányait, majd az Esztergom megyei papnövendékek közé lépett. A teológiát mint a Pázmány intézet tagja a bécsi egyetemen végezte, majd 1853. október 9-én miséspappá szentelték föl. Óbudán, majd Pest-belvárosban segédlelkész volt; 1868-ban az esztergomi papnevelő-intézet lelki igazgatója lett.
Munkatársa volt a Pázmány-füzeteknek (1838), melyekben sok szent beszédet közölt; írt még a Religióba és Uj Magyar Sionba (1871. Miképen szervezendő a zsolozsma templombucsú alkalmával), ebben neve aláírásával, különben névtelenül.